# Jiří Nouza
Jiří Nouza (* 1934) ist ein ehemaliger tschechoslowakischer Radrennfahrer und nationaler Meister im Radsport.

## Sportliche Laufbahn
Nouza war im Bahnradsport, im Straßenradsport und im Querfeldeinrennen (heutige Bezeichnung Cyclocross) aktiv. Er war Teilnehmer der Olympischen Sommerspiele 1956 in Melbourne. Bei den Spielen schied er im olympischen Straßenrennen beim Sieg von Ercole Baldini aus. Die tschechoslowakische Mannschaft kam nicht in die Mannschaftswertung. Auch in den Wettbewerben des Bahnradsports war er vertreten. In der Mannschaftsverfolgung wurde sein Vierer mit Jiří Opavský, Jaroslav Cihlář und František Jursa auf dem 5. Rang klassiert.
Nouza gewann die nationale Meisterschaft in der Mannschaftsverfolgung von 1952 bis 1956. 1954 wurde er Zweiter der nationalen Meisterschaft im Querfeldeinrennen hinter dem Sieger Jan Veselý. Ein Jahr später belegte er den dritten Platz im Meisterschaftsrennen.